# Jose C. Zulueta
Jose Clemente Zulueta (* 23. November 1876 in Paco, Manila; † 10. September 1904) war ein philippinischer Dichter, Herausgeber und Politiker.

## Biografie
Jose C. Zulueta, dessen Mutter fünf Tage nach seiner Geburt verstarb, wurde nach dem Tod seines Vaters im Kleinkindalter adoptiert. Nach dem Schulbesuch studierte er Geschichte am Colegio de San Juan de Padua und später am Ateneo Municipal, an dem er einen Bachiller en Artes erwarb. In seinem Freundeskreis organisierte er eine Studentengruppe, in der er allabendlich Vorträge über Philosophie, Arithmetik, Algebra, Ethik, Rhetorik und Poesie hielt.
Später studierte er Rechtswissenschaft an der University of Santo Tomas. Zu dieser Zeit betätigte er sich auch als Dichter und verfasste Gedichte in spanischer Sprache. Sein Gedicht Afectos a la virgen, das später am 1. März 1896 in der Revista Catolica de Filipinas erschien, wurde 1895 mit der Silbernen Lilie (Lirio de Plata) der spanischen Academia Bibliografico Mariana in Lleida ausgezeichnet.
Am 20. Juni 1898 gründete er die Tageszeitung La Libertad, die allerdings nach der ersten Auflage während des Spanisch-Amerikanischen Krieges verboten, während die Druckpresse von der Revolutionsregierung beschlagnahmt wurde. Danach wurde er Journalist bei der von General Antonio Luna gegründeten Zeitung La Independencia, für die er unter dem Pseudonym „M. Kaun“ Artikel verfasste.
Nach der Besetzung Manilas durch die US Army nahm er sein Studium wieder auf und erhielt 1902 die Zulassung zum Rechtsanwalt. Noch während des Studiums gründete er zusammen mit Modesto Reyes die in Manila erscheinende Tageszeitung La Union, die aber vom damaligen US-Gouverneur Elwell Stephen Otis wegen Antiamerikanismus mit einer Pressezensur belegt wurde.
Später war er außerdem Dozent für philippinische und Weltgeschichte am Liceo de Manila sowie Bibliothekar am Centro Artistico sowie Club International. Kurz darauf wurde er vom neuen US-Gouverneur William Howard Taft zum Bibliothekar der Gouverneursbibliothek ernannt und befand sich aufgrund dieser Arbeit zwischen 1903 und 1904 in Barcelona und Madrid.
Jose C. Zulueta starb in 1904 in Manila.
| Personendaten    | Personendaten                               |
| ---------------- | ------------------------------------------- |
| NAME             | Zulueta, Jose C.                            |
| ALTERNATIVNAMEN  | Zulueta, Jose Clemente (vollständiger Name) |
| KURZBESCHREIBUNG | philippinischer Journalist und Herausgeber  |
| GEBURTSDATUM     | 23. November 1876                           |
| GEBURTSORT       | Paco, Manila                                |
| STERBEDATUM      | 10. September 1904                          |